# Franklin County (Kentucky)
Franklin County je okres ve státě Kentucky v USA. K roku 2010 zde žilo 49 285 obyvatel. Správním městem okresu je Frankfort, které je zároveň hlavním městem celého Kentucky. Celková rozloha okresu činí 549 km².

## Sousední okresy
| Růžice kompasu | Henry County  | Owen County                |                 | Růžice kompasu |
| Růžice kompasu | Shelby County | Sever                      | Scott County    | Růžice kompasu |
| Růžice kompasu | Shelby County | Franklin County (Kentucky) | Scott County    | Růžice kompasu |
| Růžice kompasu | Shelby County | Jih                        | Scott County    | Růžice kompasu |
| Růžice kompasu |               | Anderson County            | Woodford County | Růžice kompasu |